# Örslösa
Örslösa – miejscowość (tätort) w Szwecji, w regionie administracyjnym (län) Västra Götaland, w gminie Lidköping.
Według danych Szwedzkiego Urzędu Statystycznego liczba ludności wyniosła: 322 (31 grudnia 2015), 327 (31 grudnia 2018) i 339 (31 grudnia 2019).